# Башкирский заповедник
Башкирский государственный природный заповедник — заповедник в Республике Башкортостан, на отрогах Южного Урала.

## История
Заповедник был организован 11 июня 1930 года. Площадь — 49 674 гектара.
В 1951 году решением Совета Министров Башкирской АССР заповедник был ликвидирован, а на его территории организован лесхоз: началась интенсивная эксплуатация леса.
Только в ноябре 1958 года первый заповедник Башкирии был восстановлен. До 1986 года заповедник состоял из 3 участков: Урал-Тау, Южного Крака и Прибельского. Последний в 1986 году преобразован в самостоятельный заповедник — Шульган-Таш.
В 2006 году усилиями студентов и сотрудников МГУ им. М. В. Ломоносова (кафедры картографии и геоинформатики) и ИТЦ «СканЭкс» разработана карта природных территориальных комплексов территории заповедника.

## География
Заповедник расположен в центральной части Башкирского (Южного) Урала, в пределах Бурзянского района Башкортостана. Природными границами охраняемого объекта на севере является река Кага, на востоке — западные склоны хребта Уралтау, на юге — река Узян, на западе — восточные склоны южной части хребта Крака.
Рельеф заповедника горный. Вершины многих хребтов сглажены, выровнены и покрыты лесом. Сплошные лесные насаждения на склонах сменяются вершинами южных горных степей, большими и малыми полянами с богатым разнотравьем. В обоих участках рельеф имеет свои особенности.
Заповедник находится в атлантико-континентальной климатической области умеренного пояса. Климат заповедника в разных участках неодинаков, но в целом суровый: морозы доходят до −45 градусов. В горах заморозки бывают и в летние месяцы. Погода сильно разнится по годам. Ледоход наблюдается в первой половине апреля, а к концу месяца сходит и снег, сохраняясь лишь на северных склонах гор. Осадков выпадает более 500 мм, максимум их приходится на летне-осенний период.

## Флора и фауна
Особенности геологического строения хребтов Южный Крака определили образование и существование уникальных реликтовых горных степей. В настоящее время флора заповедника насчитывает 317 видов лишайников, 121 вид мхов, 810 видов сосудистых растений, из них 105 видов являются редкими и подлежат особой охране, среди которых 11 — в Красную книгу Российской Федерации, 27 — в Красную книгу Республики Башкортостан.
В заповеднике обитает 259 видов позвоночных животных, из них 17 — рыб, 3 — земноводных, 6 — пресмыкающихся, 201 — птицы и 53 — млекопитающих.
В лесах заповедника ещё встречается дикая башкирская бортевая пчела (Apis mellifera mellifera).

## Задачи и научные исследования
Заповедник был создан для охраны ненарушенных экосистем горного Предуралья, в первую очередь ненарушенных лесов.
Основное направление научных исследований заповедника — комплексное изучение природных экосистем западных склонов Южного Урала.

## Угрозы
- 6 июля 1998 года глава администрации Бурзянского района Республики Башкортостан издал распоряжение № 549, предусматривающее выделение Башкирским заповедником сенокосных угодий двум колхозам (причём данное распоряжение было издано в соответствии с ранее принятым и столь же незаконным постановлением кабинета министров Башкортостана по тому же вопросу)[3].
- В Республике Башкортостан активно прорабатывается вопрос об отчуждении земельного участка из состава территории Башкирского заповедника с целью разработки месторождения хромитов. Ещё в 1994 году в администрацию заповедника с просьбой разрешить разработку месторождений хромитов в квартале 124 обратилось ООО «Старатель». В 1997 году обращение об отторжении уже 4 кварталов для добычи хромитовых руд и решении социальных вопросов района поступило от администрации Бурзянского района. Аналогичное предложение глава администрации района вносил и в 2000 г. В 2003 году глава администрации Бурзянского района обращается с письмом на имя спикера Государственной Думы Федерального Собрания РФ Г. Селезнёва «об отторжении 4-х кварталов и решении социальных вопросов пос. Саргая» (в Саргае расположена центральная усадьба заповедника). Инициируя этот же вопрос, главой муниципального образования «Кулагинский сельский совет» с участием главы администрации Бурзянского района в апреле 2003 г. проведен сход жителей посёлка Саргая. В мае 2003 г. все тот же вопрос рассматривается и на заседании комитета по аграрным вопросам, продовольствию, экологии, природным ресурсам и природопользованию Государственного Собрания Республики Башкортостан. В марте 2004 г. ООО ГДК «Хром» обращается в Объединённое главное управление природных ресурсов и охраны окружающей среды МПР России по Республике Башкортостан с просьбой разрешить добычу хромитовых руд на территории Башкирского заповедника[3].

- Маралы в Башкирском заповеднике
- Башхардский шарьяж
- Горный перевал Башхард
- Перевал Башхард

## Контакты
- Адрес администрации: 453580, Республика Башкортостан, Бурзянский район, с. Старосубхангулово, ул. Карат, 2.
- Телефон: +8(34755) 3-19-45
- Факс: +8(34755) 3-19-45